# 3015 Candy
3015 Candy је астероид чија средња удаљеност од Сунца износи 3,391 астрономских јединица (АЈ).
Апсолутна магнитуда астероида је 11,1.